# La Chambre
La Chambre (in italiano La Chiambra, desueto) è un comune francese di 1 191 abitanti situato nel dipartimento della Savoia della regione dell'Alvernia-Rodano-Alpi.

## Società

### Evoluzione demografica
Abitanti censiti